# Pterocalla ocellata
Pterocalla ocellata är en tvåvingeart som först beskrevs av Fabricius 1805.  Pterocalla ocellata ingår i släktet Pterocalla och familjen fläckflugor. Inga underarter finns listade i Catalogue of Life.